# Canton de Saint-Germain-du-Bel-Air
Le canton de Saint-Germain-du-Bel-Air est une ancienne division administrative française située dans le département du Lot et la région Midi-Pyrénées.

## Géographie
Ce canton était organisé autour de Saint-Germain-du-Bel-Air dans l'arrondissement de Gourdon. Son altitude variait de 150 m (Concorès) à 444 m (Lamothe-Cassel) pour une altitude moyenne de 321 m.

## Administration

### Conseillers généraux de 1833 à 2015
| Période | Période          | Identité                     | Étiquette     | Qualité |
| ------- | ---------------- | ---------------------------- | ------------- | --- |
| 1833    | 1852             | Joseph Hérétieu              |               | Contrôleur des contributions directes à Cahors puis Inspecteur des Contributions directes à Montauban                   |
| 1852    | 1861             | Marie Jean-Pierre Vidieu     |               | Juge de paix à Saint-Germain-du-Bel-Air                                                                                 |
| 1861    | 1877             | Pierre Domphnou              | Droite        | Juge de paix à Saint-Germain-du-Bel-Air                                                                                 |
| 1877    | 1889             | Urbain Bouyé                 | Républicain   | Médecin à Saint-Germain-du-Bel-Air                                                                                      |
| 1889    | 1915 (décès)     | Jean-Alfred Cocula           | Républicain   | Vétérinaire à Saint-Germain-du-Bel-Air Président du Conseil Général Sénateur (1901-1915)                                |
| 1915    | 1919             | Siège vacant                 |               | |
| 1919    | 1925             | Jean Coulon                  | Rad.          | Docteur en médecine à Gourdon                                                                                           |
| 1925    | 1940             | Charles Cocula               | Rad.          | Receveur des Finances à Béziers Maire de Saint-Germain-du-Bel-Air                                                       |
|         |                  |                              |               | |
| 1943    | 1945             | Paul La Coste de Fontenilles | PRS           | Conseiller d'arrondissement, maire de Soucirac Nommé conseiller départemental en 1943                                   |
|         |                  |                              |               | |
| 1945    | 1970             | Marcel Coulon                | SFIO puis DVG | Instituteur en retraite Maire de Saint-Germain-du-Bel-Air                                                               |
| 1970    | 1976             | Marcel Burle                 | DVG puis PS   | Avocat honoraire Maire de Frayssinet-le-Gourdonnais                                                                     |
| 1976    | 1979 (démission) | Michel Issoulié              | UDR           | Médecin à Saint-Germain-du-Bel-Air                                                                                      |
| 1979    | 1992 (décès)     | Jean-Pierre Valla            | PCF           | Professeur agrégé de philosophie Maire-adjoint de Saint-Germain-du-Bel-Air                                              |
| 1992    | 2015             | Danielle Deviers             | DVG puis PS   | Agent d'assurances - Maire d'Uzech Vice-Présidente du Conseil Général Elue en 2015 dans le canton de Causse et Bouriane |

### Conseillers d'arrondissement (de 1833 à 1940)
| Période                                  | Période      | Identité                     | Étiquette        | Qualité |
| ---------------------------------------- | ------------ | ---------------------------- | ---------------- | --- |
| 1833                                     | 1848         | Jean Baptiste Glaudin        |                  | Juge de paix, Saint-Germain                                                                                 |
|                                          |              |                              |                  | |
| 1889                                     | 1910         | M. Lasserre                  | Républicain      | |
| 1910                                     | 1919         | M. Sahut                     | Radical          | |
| 1919                                     | 1924 (décès) | Antonin Besse (1878-1924)    | RG               | Militaire, propriétaire à Peyrilles                                                                         |
| 15 septembre 1924                        |              | Alain Baldy                  | Bloc des Gauches | Maire de Frayssinet                                                                                         |
|                                          | 1940         | Paul La Coste de Fontenilles | PRS              | Propriétaire du château de Fontenilles et maire de Soucirac                                                 |
| 1940                                     |              |                              |                  | Les conseils d'arrondissement ont été suspendus par la loi du 12 octobre 1940 et n'ont jamais été réactivés |
| Les données manquantes sont à compléter. |              |                              |                  | |

## Composition
Le canton de Saint-Germain-du-Bel-Air groupait dix communes et comptait 2 134 habitants (recensement de 1999 sans doubles comptes).
| Communes                 | Population (2012) | Code postal | Code Insee |
| ------------------------ | ----------------- | ----------- | ---------- |
| Concorès                 | 295               | 46310       | 46072      |
| Frayssinet               | 279               | 46310       | 46113      |
| Lamothe-Cassel           | 107               | 46240       | 46151      |
| Montamel                 | 98                | 46310       | 46196      |
| Peyrilles                | 313               | 46310       | 46219      |
| Saint-Chamarand          | 169               | 46310       | 46253      |
| Saint-Germain-du-Bel-Air | 495               | 46310       | 46267      |
| Soucirac                 | 116               | 46300       | 46308      |
| Ussel                    | 66                | 46240       | 46323      |
| Uzech                    | 196               | 46310       | 46324      |

## Démographie
| 1962  | 1968  | 1975  | 1982  | 1990  | 1999  | 2006  | 2011  | 2012  |
| ----- | ----- | ----- | ----- | ----- | ----- | ----- | ----- | ----- |
| 2 569 | 2 236 | 2 002 | 2 004 | 1 972 | 2 134 | 2 215 | 2 333 | 2 392 |